# غري غوري (سياهو)
غري غوري (بالفارسية: گری گوری) هي قرية تقع في إيران في قسم سياهو الريفي. يقدر عدد سكانها بـ 65 نسمة بحسب إحصاء 2016.